# Fillmore megye (Nebraska)
Fillmore megye az Amerikai Egyesült Államokban, azon belül Nebraska államban található. Megyeszékhelye és legnagyobb városa Geneva. Lakosainak száma 5551 fő (2020. április 1.). Fillmore megye York, Thayer, Nuckolls, Clay, Seward, Saline és Jefferson megyékkel határos.

## Népesség
A megye népességének változása:
| Lakosok száma | 5887 | 5851 | 5756 | 5698 | 5619 | 5551 |
|               | 2010 | 2011 | 2012 | 2013 | 2015 | 2020 |